# Демантиус, Кристоф
Иоганн Кристоф Демантиус (нем. Christoph Demantius; 15 декабря 1567, Либерец, Богемия (ныне Либерецкий край, Чехия) — 20 апреля 1643, Фрайберг, Саксония) — немецкий композитор, теоретик музыки, писатель

 и поэт эпохи Возрождения.

## Биография
Образование получил в своём родном городе, затем в Виттенбергском университете, где в 1593 году получил степень, и в Лейпциге, где и поселился. В 1597 году стал учителем музыки. Тогда же начал служить кантором в Циттау (1597) и Фрайберге (1604), где оставался до самой смерти.
Его личная жизнь сложилась неудачно: он был женат четыре раза, и большинство детей умерло при его жизни.
Демантиус был одним из самых разносторонних композиторов своего времени. Автор церковных песен, а также светских музыкальных сочинений. В своём хоровом творчестве подражал композициям Орландо ди Лассо.
Музыка Демантиуса в целом консервативна по сравнению с его современниками. Его духовная музыка, которая включает в себя важные лютеранские мотеты, часто очень описательная и эмоциональная, демонстрирует особенно яркие изображения страданий в произведениях Страстного периода. На его светскую музыку повлияли итальянские музыкальные сочинения, он был одним из первых, кто представил элементы польского танца. Демантиус был автором первого немецкого музыкального словаря, опубликованного в качестве приложения к его «Isagoge artismusicae» (Фрайберг, 1632). Все его произведения предназначались для лютеранской церкви и в основном написаны на немецком языке, а меньшая часть — на латыни. Среди сохранившихся сочинений композитора шестиголосные «Страсти св. Яна» для вокального ансамбля a capella, одно из лучших произведений на пике расцвета этого музыкального вида.